# Де Йонг, Боб
Боб Йоханнес Каролюс де Йонг (нидерл. Bob Johannes Carolus de Jong; род. 13 ноября 1976 года, Леймёйден, Южная Голландия) — нидерландский конькобежец, олимпийский чемпион 2006 года на дистанции 10 000 метров, 7-кратный чемпион мира на отдельных дистанциях, 8-кратный чемпион Нидерландов на отдельных дистанциях, двукратный призёр чемпионата Нидерландов в классическом многоборье.
Специализировался на дистанциях 5000 и 10 000 метров. На пяти подряд Олимпийских играх (1998—2014) выступал на дистанции 10 000 метров, выиграв 4 медали (золото, серебро и две бронзы). Только в 2002 году в Солт-Лейк-Сити не попал в тройку лучших на этой дистанции, став 15-м. В 1998—2010 годах также выступал и на дистанции 5000 метров, но выше 4-го места в 1998 году не поднимался.